# Сукманова Олена Валеріївна
Олена Валеріївна Сукманова (15 жовтня 1976 року, Донецьк) — українська політична діячка та юристка. Перша заступниця Міністра юстиції України (з жовтня 2018 року). Раніше — заступниця міністра юстиції України з питань державної реєстрації (з липня 2017 року).
Очолювала юридичні департаменти провідних українських комерційних банків, а також юридичне управління Державної іпотечної установи. Координує та контролює діяльність Департаменту державної реєстрації та нотаріату.
У 2018 році увійшла до рейтингу «ТОП-100 успішних жінок України» у розділі держслужбовці, який склав журнал «Новое Время».

## Біографія
К 1998 році закінчила Донецький державний університет за спеціальністю «правознавство», отримала кваліфікацію «юрист»;
У 2010-2011 роках навчалася у «Міжрегіональній академії управління персоналом», де отримала кваліфікацію МВА;
Закінчила аспірантуру Інституту економіко-правових досліджень НАН України.
Одружена, виховує двох дітей.

## Кар`єра
1998-2001 — старша юристка ТОВ «Фірма «Благовіст»;
2001-2009 — генеральний директор ТОВ «Еліт-Консалтинг»;
2009-2010 — доцент (фахівець) кафедри цивільно-правових дисциплін Донецького юридичного інституту Луганського державного університету внутрішніх справ;
2010-2013 — директор Юридичного департаменту ПАТ КБ «Правекс Банк»;
2013-2014 — керівниця судової практики міжнародної юридичної компанії «INTEGRITES»;
2014-2016 — начальниця юридичного управління Державної іпотечної установи;
2016-2017 — начальниця юридичного управління ПАТ «Банк Кредит Дніпро»;
З липня 2017 року — заступниця Міністра юстиції України з питань державної реєстрації.